# Дом Шабетая Дувана
Дом Шабетая Дувана — двухэтажное здание, находящееся на улице Ленина в Симферополе. Здание построено во второй половине XIX века в стиле эклектики. Памятник архитектуры и градостроительства. На данный момент в здании располагается факультет иностранной филологии Таврического национального университета имени В. И. Вернадского.
Расположен напротив Екатерининского сада, рядом с домом губернатора.

## Архитектура
Двухэтажный дом построен в характерной для южных регионов Российской империи эклектической манере. На первом этаже размещена лоджия, на втором — терраса. Фасад украшен элементами ренессанса и восточных мотивов. На фасаде присутствуют полуколонны с коринфскими капителями, маскароны и кариатиды.

## История
Здание построено в 1890-е годы. Первоначально им владел караимский адвокат, член симферопольской городской думы Шабетай Дуван. С 1920 года в здании размещался Крымский обком РКП(б). В 1920-е годы в доме Дувана размещались редакции ряда крымскотатарских изданий — газет «Енъи дюнья» («Новый мир»), «Яш къувет» («Юная сила»), «Ильк адым» («Первый шаг») и журналов «Илери» («Вперёд»), «Козьайдын» («Радостная весть») и «Тырнавуч» («Грабли»). В 1934 году здание передали Крымскому Совет профессиональных союзов.
После начала Великой Отечественной войны в здании располагался штаб 51-й армии. Повреждённое в годы войны здание в 1948 году передали Крымскому педагогическому институту. В 1952 году в здании разместились кафедра музыки и пения, ректорат и библиотека педагогического института, покинувшие помещение в 1965 году в связи с постройкой нового корпуса для учебного заведения на проспекте Вернадского. После этого дом Дувана принадлежит факультету иностранной филологии. С 2014 года, после аннексии Крыма Россией, помещение фактически занимает институт иностранной филологии Крымского федерального университета.
Приказом Министерства культуры и туризма Украины от 24 сентября 2008 года здание, как памятник архитектуры и градостроительства, было внесено в реестр памятников местного значения. После аннексии Крыма к РФ данный статус был переподтверждён постановлением Совета министров Республики Крым от 20 декабря 2016 года.
В январе 2019 года начальник управления капитального строительства КФУ Евгений Беляев, в связи с разрушением части фасада здания, сообщил о планирующемся ремонте памятника архитектуры.

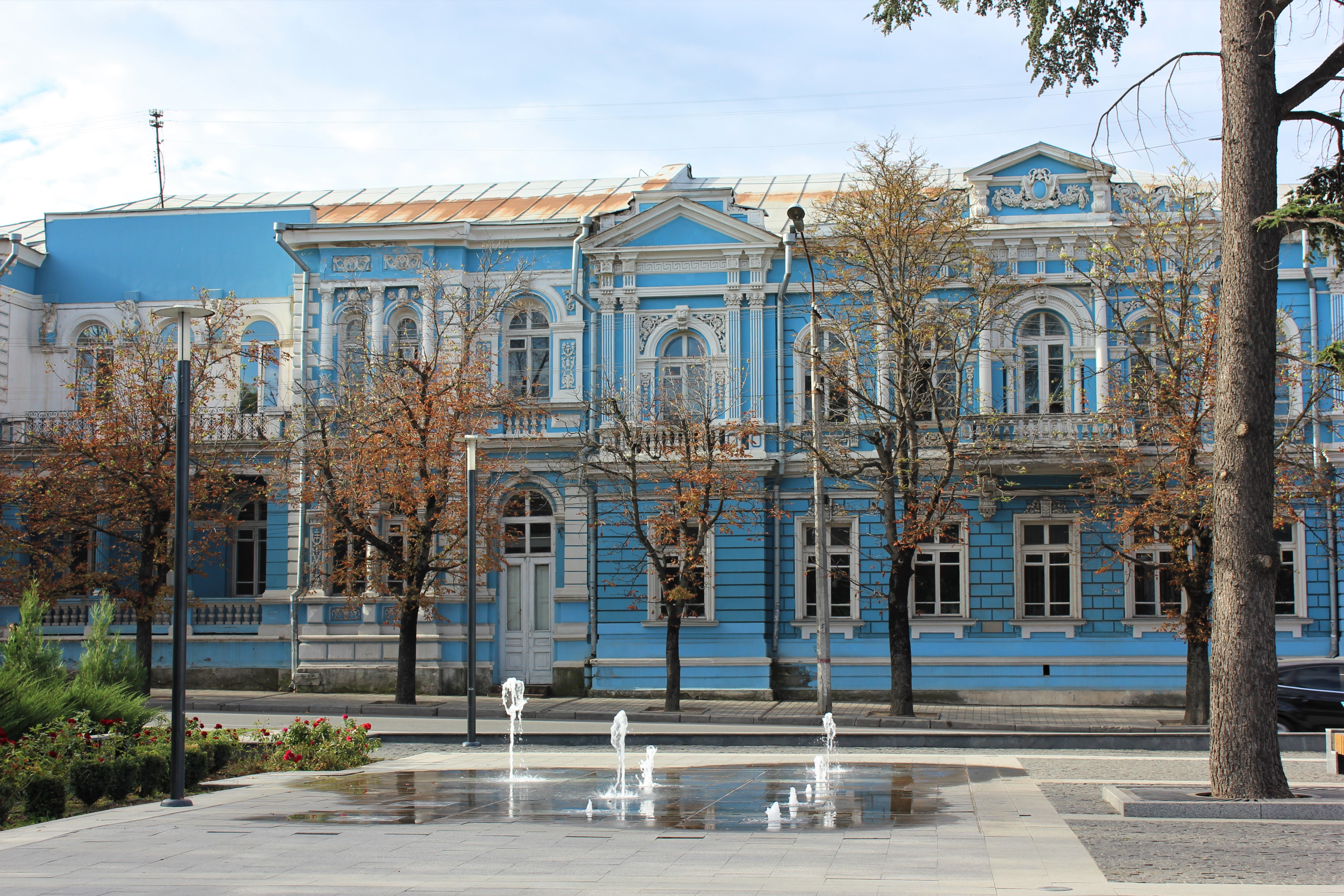
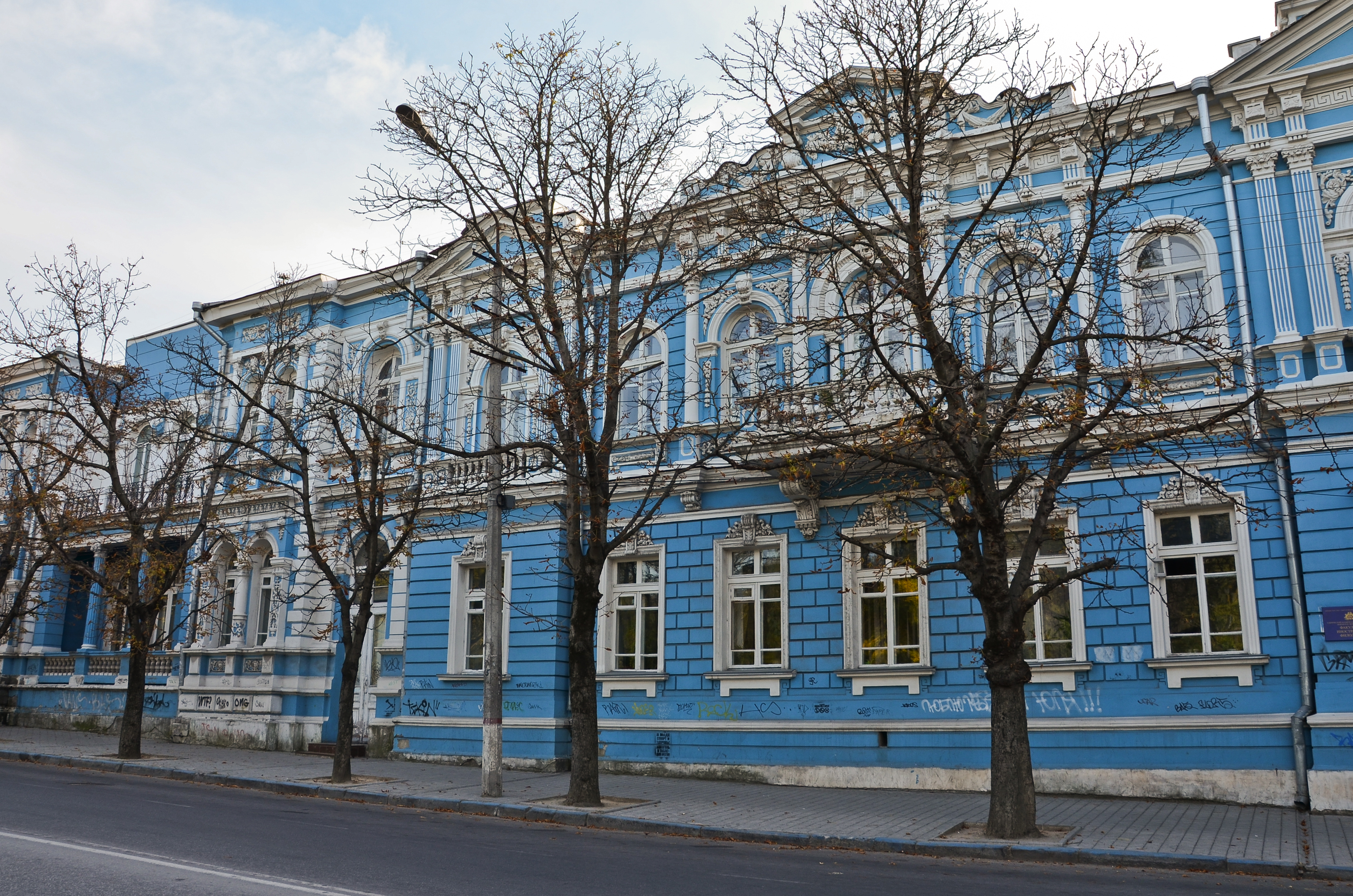
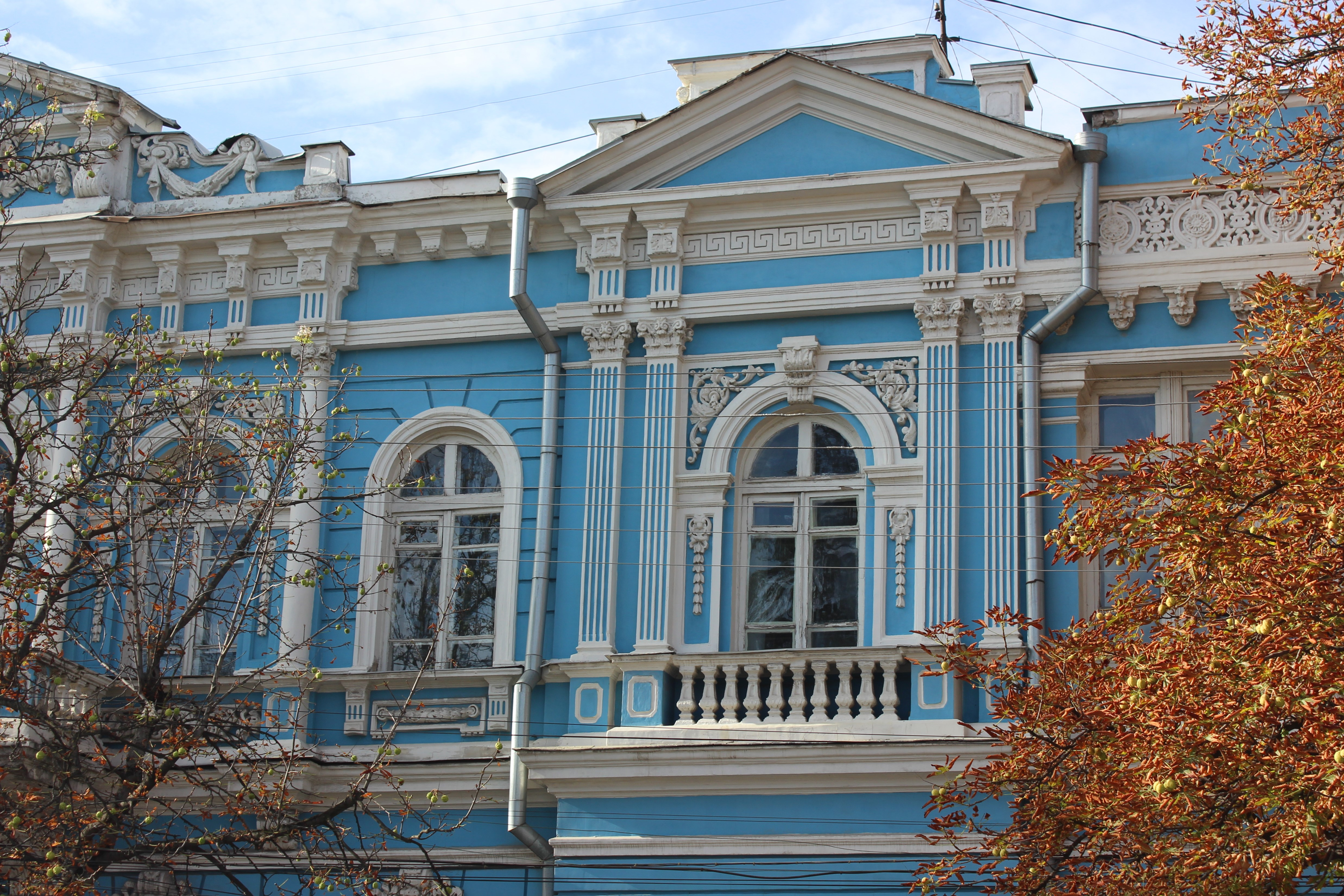
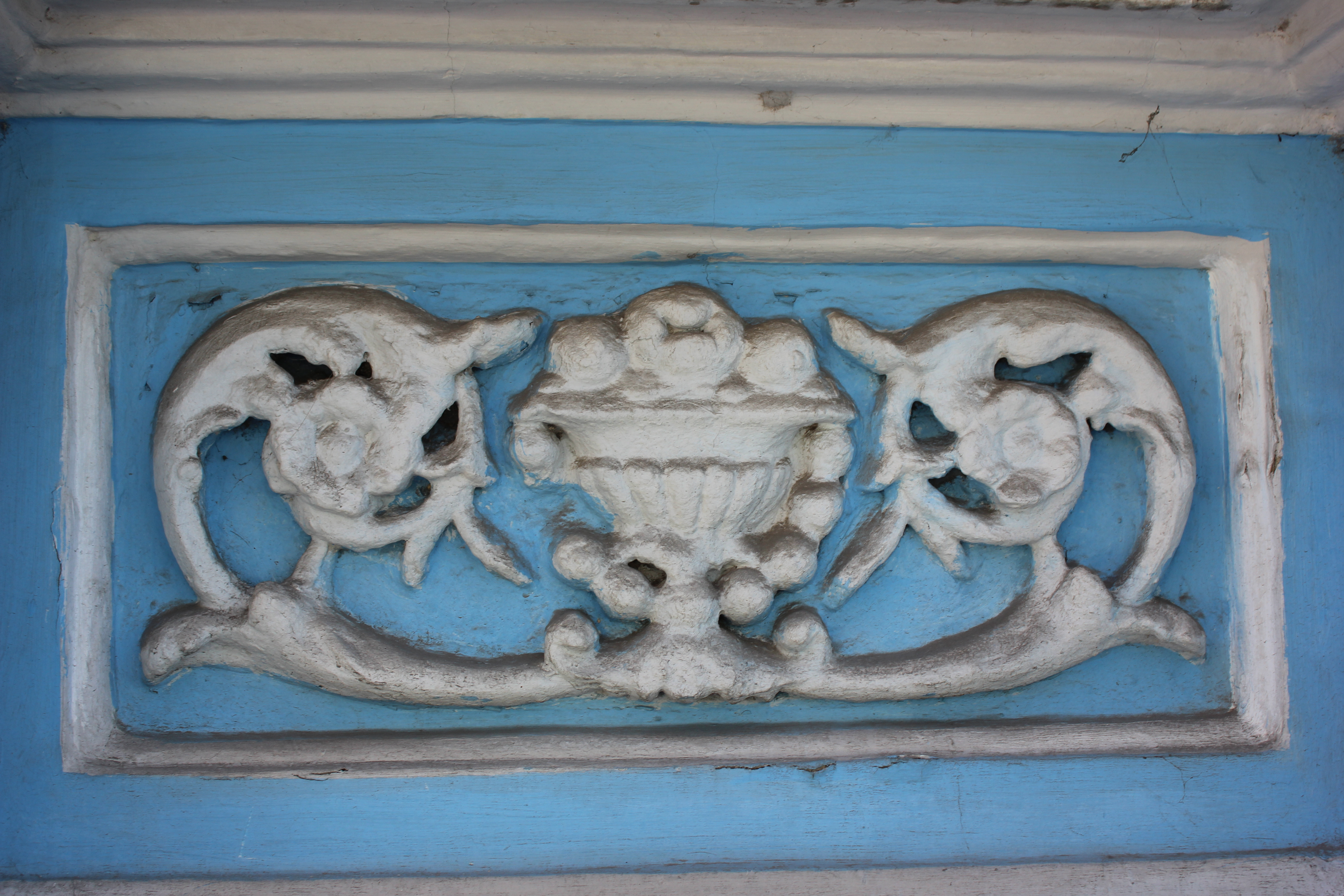
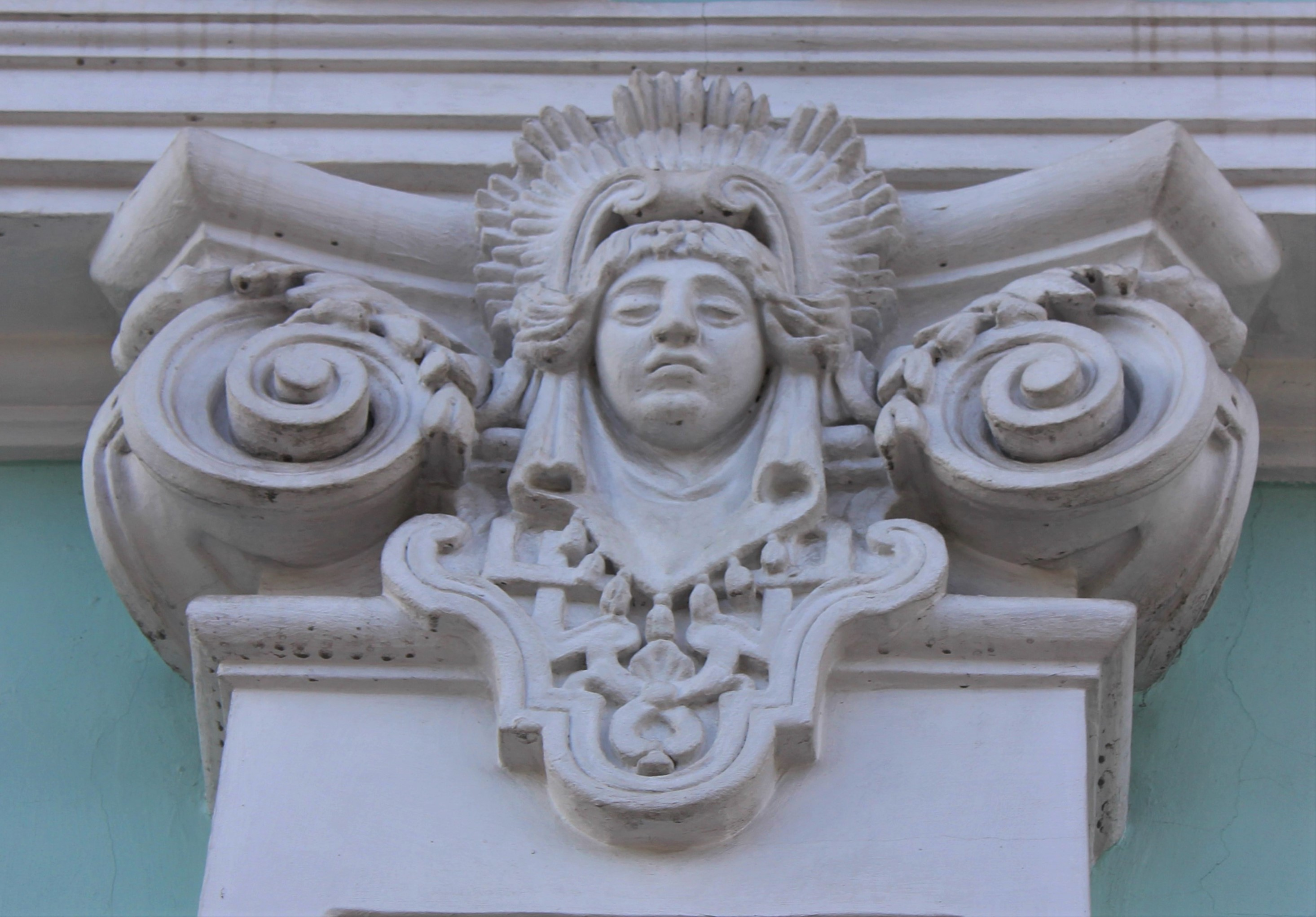